# Каменский сельсовет (Воротынский район)
Ка́менский сельсове́т — административно-территориальное образование и упразднённое муниципальное образование (городское поселение 2006—2019 гг.) в Воротынском районе Нижегородской области России.
Административный центр — село Каменка.

## Географическое положение
Каменский сельсовет находится на левом берегу Волги в северной части Воротынского района Нижегородской области . В состав сельсовета, помимо Каменки, входит поселок Кузьмияр. Сельсовет на западе граничит с Лысковским районом Нижегородской области, на востоке с Михайловским сельсоветоми на севере с Воскресенским районом. По территории сельсовета протекают реки Дорогуча, Курман, Каменка.

## Население
| 2002  | 2010  | 2012  | 2013  | 2014  | 2015  | 2016  |
| ----- | ----- | ----- | ----- | ----- | ----- | ----- |
| 1336  | ↘1136 | →1136 | ↗1146 | ↗1180 | ↗1183 | ↘1162 |
| 2017  | 2018  | 2019  |       |       |       |       |
| ↘1133 | ↗1134 | ↘1123 |       |       |       |       |

## Состав
В состав сельсовета входят 2 населённых пункта:
| № | Населённый пункт | Тип населённого пункта | Население |
| - | ---------------- | ---------------------- | --------- |
| 1 | Каменка          | село                   | ↘469      |
| 2 | Кузьмияр         | посёлок                | ↘667      |